# Chagastunán
Chagastunán es un sitio arqueológico ubicado en el distrito de Chacas, provincia de Asunción, región Áncash, Perú. El yacimiento se sitúa 600 m al oeste del actual pueblo de Chacas, a una altitud de 3.900 metros. Fue el asentamiento más importante y uno de los más antiguos de la zona sur del valle de Chacas. Se considera que fue habitado desde la caída de la cultura Recuay en el 700 d. C. 
Los habitantes que se establecieron en este promontorio montañoso fueron los mismos que habitaron la zona de Pirushtu, al norte del actual pueblo de Chacas en una época marcada por enfrentamientos tribales en todo el valle. Prosperó durante el apogeo del Imperio huari y del Imperio incaico hasta la llegada de los españoles en la década de 1530. Fue abandonado entre 1540 y 1570 durante las labores de adoctrinamiento llevadas a cabo por religiosos agustinos quienes fundaron el pueblo de Chacas en 1572 con pobladores de Chagastunán, Antash, Huaraspampa, Huallin, Macuash, Katin, Riway, entre otros.
Su último curaca fue Francisco Tocto, quien estuvo presente en la fundación del ingenio de Colcabamba y la fundación de Chacas y San Luis, siendo designado también alcalde ordinario de Chacas en 1572 junto a dos españoles. De los diversos descubrimientos arqueológicos, destaca un cetro de oro y bronce.

## Historia
Con la transición de la cultura recuay a la wari, durante el Horizonte Medio (800-1200 d. C.), surgieron en Chacas los asentamientos de Tayapucru, Chagastunán, Cashapatac y Riway en lugares por encima de los 3500 metros, todos surgidos como una manera de obtener ventaja militar y geopolítica sobre los demás asentamientos presentes en el valle.
Durante el Intermedio Tardío (1200-1438 d. C.), a sabiendas de la expansión inca en el sur del Perú, las principales tribus unidas por el idioma, costumbres y religión, se organizaron en reinos o señoríos, dando lugar al señorío de huari; este y los señoríos de pincos, piscobambas, sihuas y conchucos conformaron la nación de los conchucos, en el territorio actual de la Sierra Oriental de Áncash que siglos después, en 1480 darían resistencia al embate inca durante varios meses.
Los asentamientos de Chacas que pertenecían al señorío de Huari formaban parte de un grupo territorial más pequeño dentro de este, llamado icho huari, conformado por las actuales provincias de Asunción y C. F. Fitzcarrald. Hacia el 1300 d. C., el territorio de Chacas albergó al menos seis tribus ubicadas en Chacas, Huallin, Macuash, Pampash y Sapchá, que florecieron hasta el inicio de la dominación incaica.